# Mortola Inferiore
Mortola Inferiore (o semplicemente La Mortola, "A Murtura" in ligure) è una frazione del comune di Ventimiglia, in provincia di Imperia. Sorge sulla strada che collega il capoluogo comunale al confine francese di Ponte San Luigi.
Il nome Mortola sembra derivare da murta, che in latino indicava il mirto. Tale arbusto è particolarmente diffuso in zona, e vastamente impiegato in conceria.

## Storia

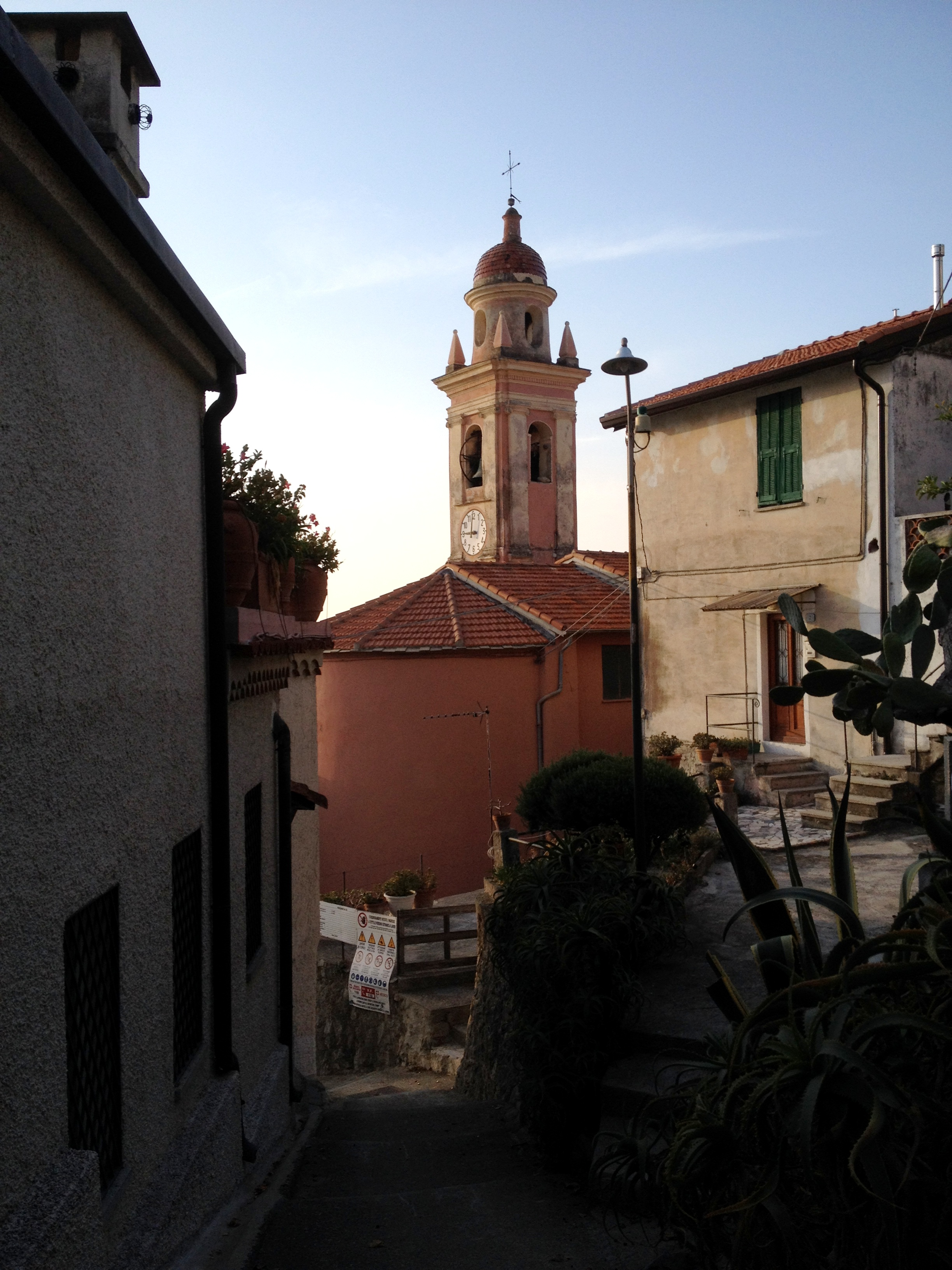
Scorcio della frazione

Le prime menzioni scritte dell'abitato risalgono agli Annuali Genuenses del 1219 ("in paribus Fucis Ventimili et Murtule") e, successivamente, ai documenti dei Signori di Monaco del 1351 ("loco dicto la Mortola"). Nel 1773, i domini genovesi elencavano, nei lochi e adiacenze di Ventimiglia: "Mortola Inferiore sopra la spiaggia di Belarmino".
Il nucleo abitativo attuale potrebbe essersi formato attorno al 1400, accanto alla proprietà e alla casa patrizia dei nobili genovesi Lanteri, i quali la vendettero, nel 1620, ai marchesi Orengo di Roccasterone, che adattarono la dimora com'è strutturato oggi il palazzo Hanbury.
Con la costruzione della strada napoleonica da La Turbie a Ventimiglia, tracciata nel 1806, il villaggio conobbe un ragguardevole sviluppo. Frequenti furono sempre i contatti dei mortolesi con il Nizzardo e la Provenza, anche dopo la cessione di Nizza alla Francia (1860). Durante la stagione di pesca, i pescatori mortolesi si trasferivano annualmente sulle coste della Provenza, economicamente più redditizie di quelle locali.
Nella seconda metà dell'Ottocento la creazione dei giardini botanici Hanbury migliorò in modo sostanziale le condizioni economiche del paese. Il censimento del 1881 vi contava 269 abitanti. Nei primi decenni del Novecento il giardino occupava sessanta dipendenti, fra uomini e donne. Dopo il 1918, Thomas Hanbury inviava gli apprendisti giardinieri alla celebre scuola inglese dei Kew Gardens, dove apprendevano l'arte del giardinaggio, mentre studenti inglesi soggiornavano alla Mortola per conformare le loro conoscenze col lavoro giornaliero in serra e nei vivai. Da allora il flusso turistico verso i giardini è aumentato in continuazione, col concorso del miglioramento dei mezzi di trasporto e della viabilità.
Il 10 giugno 1940, e nell'estate del 1944, gli abitanti dovettero abbandonare le case, verso lo sfollamento per cause belliche. Nei giorni a cavallo del 25 agosto 1944 un'incursione aerea devastò il borgo ed i giardini, lasciando isolato il paese fino al maggio del 1945.
Nell'ultimo dopoguerra, la locale trattoria "da Miliu" si trasformò gradualmente nel rinomatissimo ristorante "La Mortola", gestito dai fratelli Lorenzi, che contava sul suo Libro d'Oro le dediche di monarchi, statisti, personaggi dell'alta finanza e celebrità dello spettacolo.
Nel 1960 il giardino fu venduto allo stato italiano, con il personale ridotto a poche unità. Nel 1974 il paese contava 180 abitanti. Per circa vent'anni il giardino venne gestito dall'Istituto internazionale di studi liguri, mentre attualmente è stato affidato alla Soprintendenza dei Beni Ambientali ed Architettonici della Liguria, con la parte scientifica gestita dall'Università degli Studi di Genova.

## Monumenti e luoghi d'interesse

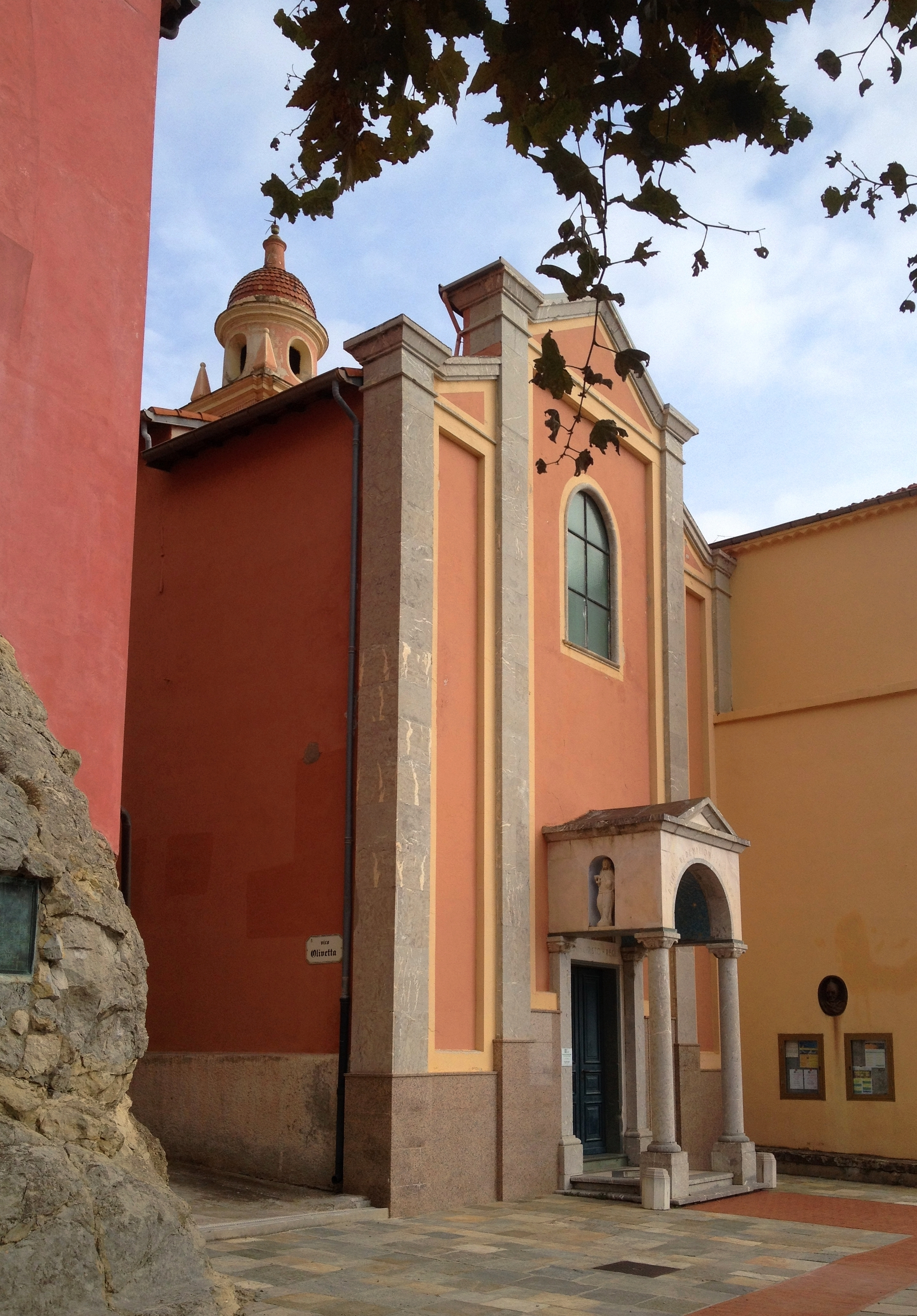
La parrocchiale di San Mauro

### Architetture religiose
La locale chiesa è intitolata a san Mauro; fu elevata al titolo di parrocchiale nel 1921.

### Aree naturali
- Capo Mortola
- Giardini botanici di villa Hanbury